# Сыдыгалиев, Нурбек Омурбекович
Нурбек Омурбекович Сыдыгалиев  (род. 15 августа 1973, город Фрунзе) — депутат Жогорку Кенеша Кыргызской Республики VI и VII созывов от политической партии «Ишеним». Заместитель председателя национального Парламента Киргизии (VII созыв).

## Биография
Родился 15 августа 1973 года в городе Фрунзе, ныне Бишкек, Киргизской ССР, по национальности кыргыз. В 1990 году окончил обучение в средней школе в селе Тюгель-Сай Жумгальского района Нарынской области.
В 1995 году завершил обучение в Кыргызском Государственном национальном университете, получил специальность «экономист». В 2014 году окончил Кыргызскую Государственную юридическую академию по специальности «юрист».
С 1995 по 2002 году занимался частным предпринимательством. С 2002 по 2006 годы работал заместителем директора ОсОО ПКФ «Асейин». С 2006 по 2007 годы являлся помощником депутата Жогорку Кенеш Кыргызской Республики. С 2008 по 2010 годы работал в должности директора Общественного Фонда Спортивного Развития «Спорт биримдиги».
В 2010 году баллотировался в депутаты Жогорку Кенеша Кыргызской Республики по списку от социалистической партии «Ата Мекен», но не прошёл в парламент.
С 2010 по 2011 годы работал в должности заместителя директор ГП «Кара-Балтинский спиртовый завод». С 2011 по 2012 годы - заместитель генерального директора ОАО «Чакан ГЭС».
С 2012 по 2016 годы работал в государственной должности заместителем министра чрезвычайных ситуаций Кыргызской Республики (курировал военный блок МЧС).
В 2015 году  баллотировался в депутаты Жогорку Кенеша Кыргызской Республики по списку от социалистической партии «Ата Мекен», но вновь не прошёл в Парламент.
С 2017 по 2018 годы работал советником лидера парламентской фракции «Ата Мекен». С 2018 по 2019 годы трудился в должности заведующего секретариатом парламентской фракции «Ата Мекен».
В 2020 году стал депутатом Жогорку Кенеш Кыргызской Республики VI созыва. Работал заместителем председателя Комитета по конституционному законодательству, государственному устройству, судебно-правовым вопросам и регламенту ЖК (2020-2021), затем вице-спикером (2021).
В ноябре 2021 года избран депутатом VII созыва Жогорку Кенеша Кыргызской Республики от политической партии «Ишеним». Избран заместителем председателя национального Парламента Киргизии.
С марта 2011 года является Президентом федерации "Вольной борьбы" города Бишкека.
Женат, отец четырёх детей.

## Награды
- Орден «Данк» (2023)[7];
- Почетная грамота Правительства Кыргызской Республики (Распоряжение ПКР №397р от 17.09.2014г.);
- Медаль «За военные заслуги» Генерального штаба Вооруженных Сил Кыргызской Республики;
- Медаль «За взаимодействие и сотрудничество ШЕРИКТЕШ» МВД Киргизии.
- Медаль «Каарман» МЧС Киргизии.
- Почетная грамота ГКНБ Киргизии.
- Почётная грамота Президента Республики Казахстан (2024, Казахстан)[8].